# Primeira Igreja Batista de Curitiba
A Primeira Igreja Batista de Curitiba (conhecida também pela sua sigla PIB Curitiba) é uma igreja batista centenária, membra da Convenção Batista Nacional, sediada na cidade de Curitiba, Paraná. O atual presidente da igreja é o pastor Michel Piragine. Fundada em 13 de maio de 1914, possui atualmente cerca de 21 mil membros. É uma igreja muito relevante na cidade de Curitiba, e uma das maiores igrejas batistas do Brasil.
A igreja transmite seus cultos e programações através da filiada local da Rede Super e pelo seu canal no Youtube, onde possui mais de 150 mil inscritos e mais de 26 milhões de visualizações em seus vídeos.

## História
No início do XX, o missionário Robert E. Petigrew deixou os Estados Unidos e chegou ao Brasil, fixando-se no estado de Alagoas. Como fruto de seu trabalho no local, surgiu a pessoa de Manoel Virgínio de Souza, nascido em 6 de abril de 1874, na cidade de Pilar (AL). Durante a vida, Manoel teve diversas atividades como profissão, entre elas, sapateiro, pastor e músico.
O missionário Robert Pettigrew foi transferido para o Paraná, fixando-se no litoral, tendo organizado as primeiras igrejas no estado, em 1911, nas cidades de Paranaguá e Antonina. Em 1912, a convite de Pettigrew, o pastor Manoel V. de Souza desembarca em Paranaguá. Reiniciou aí suas atividades evangelísticas, percorrendo todo o litoral. Subiu a serra do mar em direção à Curitiba. Na cidade, iniciou cultos em sua residência. Em 13 de maio de 1914, com dez membros e tendo como pastor interino o missionário Pettigrew, foi organizado, oficialmente, a Primeira Igreja Batista de Curitiba, através da oferta missionária de 10 mil réis.
Com o rápido crescimento da comunidade, a igreja mudou-se para a Rua Aquidaban (atual Rua Emiliano Perneta), que futuramente passou a ser a sede da Faculdade de Direito de Curitiba.
Em 1918, chegou ao Paraná o missionário Artur Beriah Deter e sua família. No ano seguinte tomou a iniciativa de construir um templo para a PIB. Os então 15 membros adquiriram a propriedade localizada à Rua Visconde de Guarapuava, esquina com a Desembargador Westphalen, construindo um templo de estilo eclético, com capacidade para mil pessoas. A pedra fundamental foi lançada em 15 de abril de 1923 e a inauguração do templo ocorreu em grande solenidade pública, no dia 1.º de janeiro de 1924.
Sob a liderança do pastor Marcílio Gomes Teixeira, em meados de 1977 - 63 anos após a fundação - a Primeira Igreja Batista estava crescendo, e se fortalecia de tal maneira, que o templo da Visconde de Guarapuava já não comportava mais seus membros, além de ter tido um comprometimento da estrutura física. Necessitavam, portanto, a construção de um novo templo.
Por conta disso, um grupo de jovens da igreja viajou para São Paulo, junto com o pastor Marcílio, para conversar com um arquiteto amigo de um dos jovens, a respeito do que poderia ser construído no terreno que possuíam. A reunião aconteceu pela manhã e a resposta recebida do arquiteto ao analisar o documento foi de que seria necessário adquirir um terreno maior. O grupo de jovens e o pastor foram a uma feira de grandes empresas que estava acontecendo na cidade de São Paulo, enquanto aguardavam para retornar para Curitiba.
Na feira, um desses jovens – André Zacharow – foi reconhecido por uma senhora que estava em um dos stands – Maria Pia Matarazzo, presidente do grupo de empresas Matarazzo na época. Os jovens contaram à Maria o motivo da ida a São Paulo e ela ofereceu o terreno que tinha na Avenida Batel, no nobre bairro de mesmo nome, na cidade de Curitiba. Foi um desafio para a igreja adquirir o terreno, pois o valor solicitado foi de 24 milhões de cruzeiros, mas a igreja arrecadava apenas 100 mil cruzeiros mensais. O valor foi reduzido a 8 milhões por Maria, que decidiu doar o restante, caso conseguissem fechar no valor em 60 dias, que foi extendido por mais 60. A igreja só conseguiu arrecadar 2 milhões, e só foi possível comprar através de uma doação por um empresário, que não era batista.
Entre 1978 e 1979 houve a aquisição do terreno e a mudança da igreja para o novo espaço. Em 1978 foi efetuado o primeiro culto no novo terreno, ao ar livre.
Em 1988, o pastor Paschoal Piragine Junior chega Curitiba com sua família e asume o pastorado da PIB, dando sequência ao trabalho de construção do novo templo.
A construção do novo espaço levou 36 anos, iniciando-se com a construção de um ginásio, onde se realizaram os cultos por um período de tempo. Em 1996, iniciaram-se as fundações do novo templo. A inauguração se deu na comemoração do centenário da igreja, no dia 13 de maio de 2014.

## Estrutura
O Pastor Paschoal Piragine Junior foi o presidente da PIB Curitiba por 35 anos, até o ano de 2023, onde passou a liderança para o seu filho, Michel Piragine. A igreja possui diversos ministérios, destacando-se entre eles de ação social, comunicação, missões, artes e ministério para pessoas com deficiência, sendo um dos pioneiros no Brasil e se tornando modelo para outras igrejas.
A igreja também é conhecida pelo espetáculo natalino Nataleluia, que se tornou uma tradição na cidade de Curitiba.